# Ниџе
Ниџе је планина у јужном делу Северне Македоније. Преко планине пролази граница између Северне Македоније и Грчке. Планина је карактеристична по скоро нетакнутој природи: богатим шумама бора, чистим рекама и пашњацима на преко 2000 метара надморске висине. По настанку и геолошком саставу слична је Јакупици и планини Баба. Највиши врх је Кајмакчалан (2521 метар). На њему се налази мала црква и гробница српских војника који су ту погинули за време Првог светског рата.
До планине се може доћи из града Битоља и оближњих села, остали приступачнији путеви су са грчке стране.